# Beéle
Beéle, pseudonimo di Brandon de Jesús López Orozco (Barranquilla, 30 settembre 2002), è un cantante colombiano.

## Biografia
Beéle, originario di Barranquilla, ha mostrato interesse per la musica sin da bambino. Si è fatto conoscere con Aloha, un duetto con DJ Luian, Mambo Kingz, Maluma, Rauw Alejandro e Darrell, che ha raggiunto la top ten della hit parade dell'Unión Peruana de Productores Fonográficos e l'11ª posizione della Top Canciones della Productores de Música de España, dove ha collezionato due dischi di platino.
Nel giugno 2023 Vagabundo, una collaborazione con Sebastián Yatra e Manuel Turizo, è divenuto un tormentone estivo in Spagna, dopo aver raggiunto il podio in classifica e ottenuto la certificazione di nonuplo platino per le 540 000 unità. Altri brani di successo sono Loco (triplo platino), Mi refe (doppio platino) e Sobelove (oro). Si è conteso l'MTV Europe Music Award al miglior artista America Latina centrale del 2024.
La plena, prodotto interamente da W Sound e Ovy on the Drums, ha segnato la svolta internazionale dell'artista; il brano, infatti, ha mantenuto il controllo della hit parade spagnola per svariate settimane. È inoltre arrivato in cima alle graduatorie dei rami nazionali dell'IFPI in Argentina, Bolivia, Colombia, Costa Rica, Paraguay, Perù e Uruguay, e sul podio della Top Singoli della Federazione Industria Musicale Italiana.
Borondo, il suo album in studio d'esordio, è stato pubblicato il 15 maggio 2025 ed è costituito da ventisei tracce; è così comparso nella top five della Top 100 Álbumes, nella classifica FIMI Album, nella Schweizer Hitparade e nella Billboard 200. La traccia più fortunata è stata No tiene sentido, la sua seconda numero uno in Spagna. È stato l'artista col maggior numero di Heat Latin Music Awards vinti (4) nello stesso mese; alla cerimonia, si è distinto come miglior artista urban e della regione andina.
Ha inoltre accumulato ventiquattro dischi di platino basati sulle soglie per musica latina dalla Recording Industry Association of America, equivalenti a 1,440 milioni di unità certificate negli Stati Uniti d'America.

## Discografia

### Album in studio
- 2025 – Borondo

### EP
- 2023 – Lo más escuchado del 2023

### Singoli
- 2019 – Solo (con Montano e Totoy El Frio)
- 2019 – Loco (solo o con Farruko, Natti Natasha e Manuel Turizo)
- 2019 – Agüita e' coco (con Totoy El Frio)
- 2019 – Tu boca (con Vallejo e José Cury)
- 2020 – Inolvidable (con Ovy on the Drums)
- 2020 – Atrevida (con Dekko e Montano)
- 2020 – Mi carta
- 2020 – La mujer traiciona (con Lenny Tavárez)
- 2020 – Caníbales (con Las Villa)
- 2020 – Victoria (con Lunay)
- 2020 – De 0 a siempre (con i Piso 21)
- 2021 – Otra baby (con Akim, Dalex e Boza)
- 2020 – Aloha (con DJ Luian, Mambo Kingz, Maluma, Rauw Alejandro e Darrell)
- 2021 – Angelito (con Ovy on the Drums e Bad Milk)
- 2021 – Insuficiente (con Sael)
- 2021 – Nómada (con Manú)
- 2021 – Nanae (con Jay Menez)
- 2021 – Si te interesa
- 2021 – Repeat (con Keityn)
- 2022 – Enchulao (con Blessd)
- 2022 – Fantasi (con Tini)
- 2022 – 11:11 (con Reykon)
- 2022 – Barranquilla bajo cero (con Myke Towers e Feid)
- 2022 – Cuando te veo (con Eix)
- 2022 – Adivina (con Totoy El Frio)
- 2022 – Daytona (con Gotay "El Autentiko")
- 2022 – Miami (con i CNCO)
- 2022 – Tas clara (con Big Soto)
- 2022 – Te perdí (con Andy Rivera)
- 2022 – Qué prefieres? (con Boza)
- 2022 – Enchule (con Icon e Rios)
- 2022 – Aroma (con Brytiago e Lenny Tavárez)
- 2023 – Noche primavera (con Manú e Andrés Cepeda)
- 2023 – Guaro
- 2023 – Vagabundo (con Sebastián Yatra e Manuel Turizo)
- 2023 – Tú sí (con Mar Lucas e Kenia Os)
- 2023 – Manos frías (con Mau y Ricky e i Reik)
- 2023 – Santorini (con Farruko e/o Jason Derulo)
- 2023 – Calor (con Nicky Jam)
- 2023 – Cobarde (con Sofía Reyes)
- 2023 – Toxic Love (con Guaynaa)
- 2024 – Soy un HP
- 2024 – Me arriesgo contigo (con Kany García)
- 2024 – Low Key (con Joeboy e María Becerra feat. Humby)
- 2024 – Tu boca (con Wisin)
- 2024 – Hasta aquí llegué (con Nanpa Básico)
- 2024 – Morena
- 2024 – Frente al mar (solo o con Ozuna)
- 2024 – I Miss You
- 2024 – Dime que no (con Justin Quiles, Randy e Lenier)
- 2025 – Una noche más (con Cobuz & Bustta)
- 2025 – Mi refe (Yo me enamoré) (con Ovy on the Drums)
- 2025 – Volver (con i Piso 21 e Marc Anthony)
- 2025 – Pienso (con Dani M)
- 2025 – La plena (con W Sound e Ovy on the Drums)
- 2025 – Sobelove
- 2025 – Por vos (con Arcángel)
- 2025 – Dios me oyó (con Marc Anthony)
- 2025 – Hiekka (con Nicky Jam)
- 2025 – Borondo
- 2025 – Yo y tú (con Ovy on the Drums e Quevedo)
- 2025 – Si te pillara
- 2025 – Universidad (con Tini)

## Tournée
- 2024 – Beéle Tour
- 2025 – Frente al mar tour